# Annibale De Giacomo
Annibale De Giacomo (Bisegna, 30 gennaio 1853 – ...) è stato un medico e politico italiano.

## Biografia
Nato a Bisegna nel 1853, conseguì la laurea in medicina e chirurgia, diventando medico chirurgo presso diversi nosocomi e professore di traumatologia all'università di Napoli.
Nelle elezioni politiche del 1900 fu eletto alla Camera dei deputati nel collegio di Pescina per la XXI legislatura con la destra storica.